# Засимівська сільська рада
Засимівська сільська рада — колишня адміністративно-територіальна одиниця та орган місцевого самоврядування у Городницькому і Ємільчинському районах Коростенської і Волинської округ, Київської та Житомирської областей Української РСР з адміністративним центром у селі Засимівка.

## Населені пункти
Сільській раді на час ліквідації були підпорядковані населені пункти:
- с. Дмитрівка
- с. Дмитрівка
- с. Засимівка
- с. Кука-Гута

## Населення
Кількість населення ради, станом на 1923 рік, становила 1 070 осіб, кількість дворів — 192.

## Історія та адміністративний устрій
Створена 1923 року в складі колоній Бурчак, Засимівка, Митрівка (Дмитрівка) і Стара Глафірівка Сербівської волості Новоград-Волинського повіту Волинської губернії. 7 березня 1923 року увійшла до складу новоствореного Городницького району Житомирської (згодом — Волинська) округи. 20 липня 1927 року кол. Бурчак передано до складу новоствореної Карпилівської сільської ради Городницького району. 22 лютого 1928 року сільську раду передано до складу Ємільчинського району Коростенської округи. Станом на 1 жовтня 1941 року кол. Стара Глафірівка не перебуває на обліку населених пунктів.
Станом на 1 вересня 1946 року сільська рада входила до складу Ємільчинського району Житомирської області, на обліку в раді перебували села Дмитрівка та Засимівка.
11 серпня 1954 року, внаслідок виконання указу Президії Верховної ради УРСР «Про укрупнення сільських рад по Житомирській області», до складу ради включено с. Кука-Гута та хутір Дмитрівка ліквідованої Куко-Гутянської сільської ради Ємільчинського району.
Ліквідована 5 березня 1959 року, відповідно до рішення Житомирського облвиконкому № 161 «Про ліквідацію та зміну адміністративно-територіального поділу окремих сільських рад області», територію та населені пункти приєднано до складу Сербівської сільської ради Ємільчинського району Житомирської області.